# Abelha-rainha

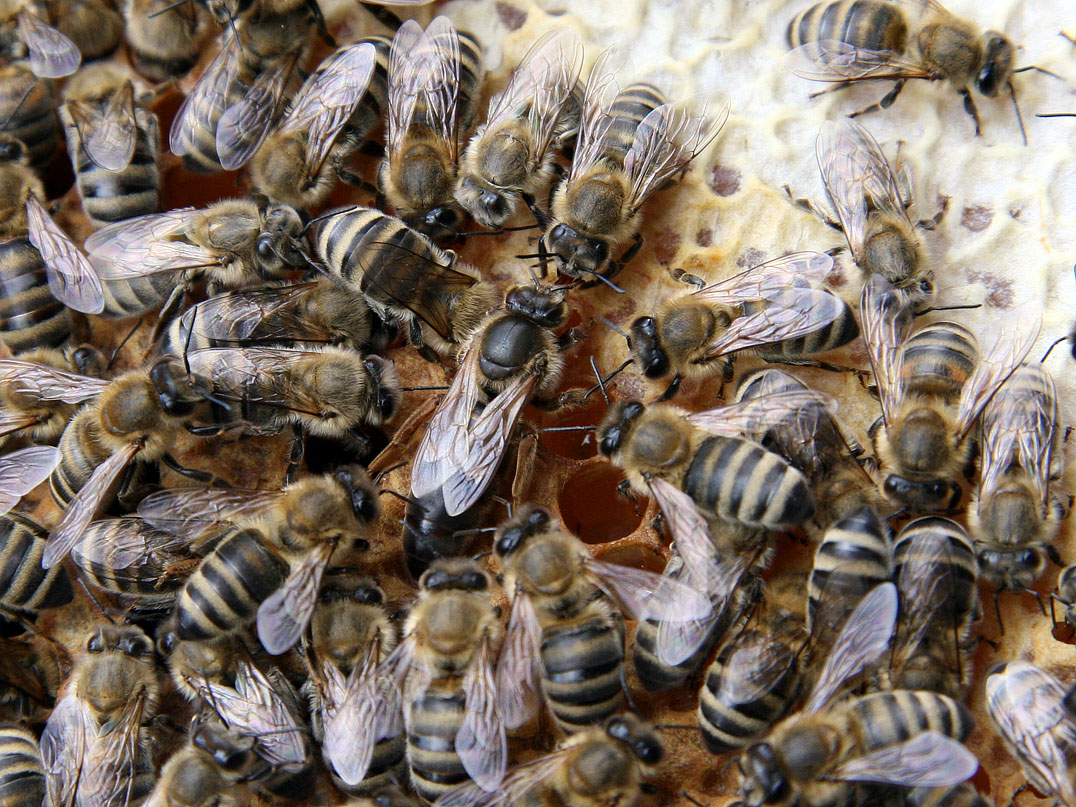
Abelhas em sua colméia.

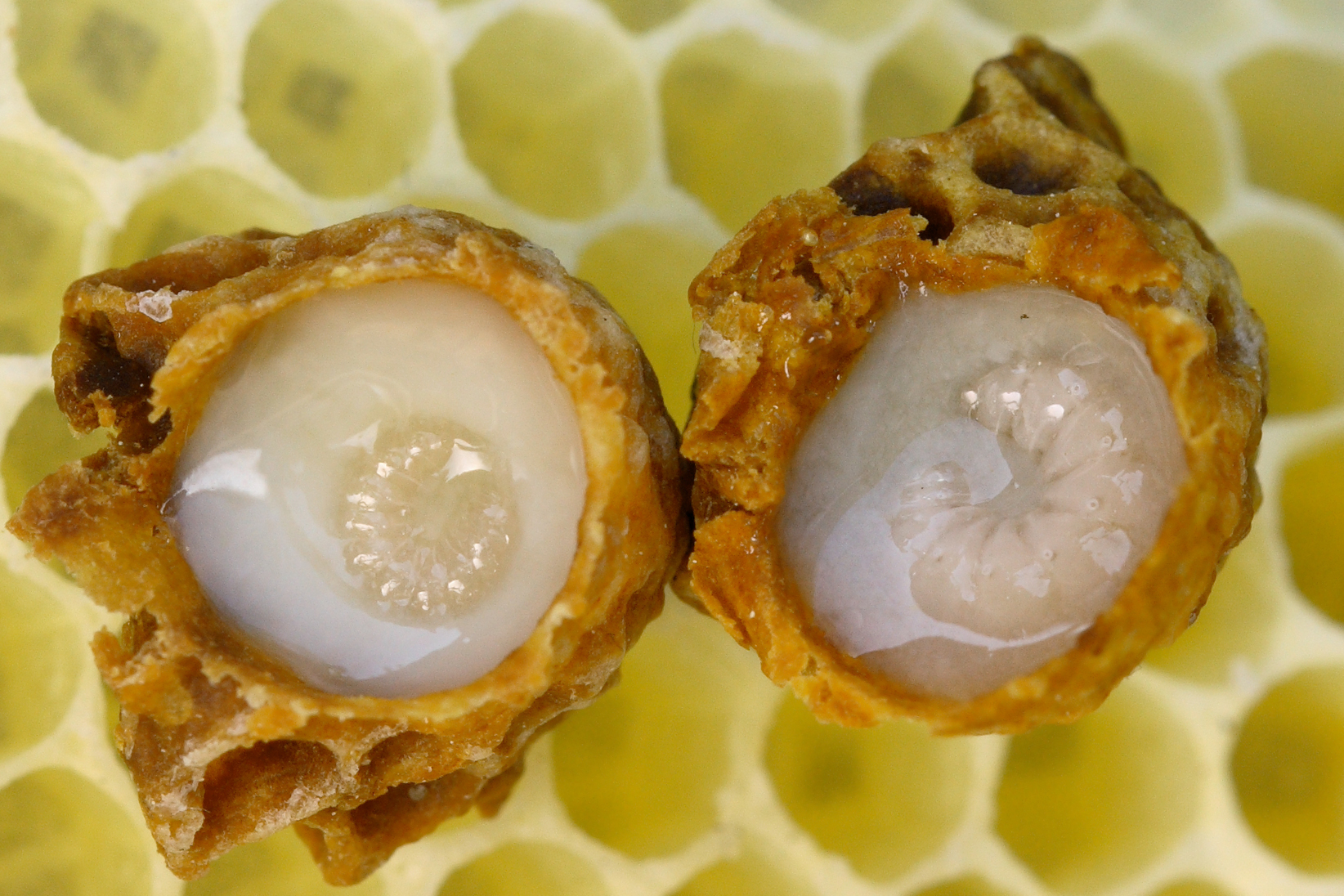
Larvas de rainhas em células cheias de geléia-real.

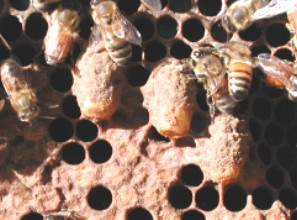
Célula suspensa de uma abelha-rainha em uma secção de colméia.

O termo abelha-rainha ou abelha-mestra é comumente utilizado para se referir a uma abelha adulta e fértil, sendo ela, normalmente, mãe de todas as outras abelhas da colmeia. As rainhas se desenvolvem a partir de larvas criadas em células especiais, construídas pelas operárias e preparadas especialmente para formar um indivíduo sexualmente maduro (as operárias são inférteis). Normalmente existe uma única rainha em cada colônia.

## Desenvolvimento
| Ovo                     | eclode no 3º dia         |
| Larva (vários estágios) | de 3 a 8,5 dias          |
| Casulo                  | aproximadamente 7,5 dias |
| Pupa                    | de 8 dias até eclosão    |
| Eclosão                 | de 15,5 a 17 dias        |
| Voos nupciais           | de 20 a 24 dias          |
| Produção de ovos        | a partir do dia 23       |

Quando as condições são favoráveis para uma divisão da colônia ou quando a atual rainha começa a envelhecer, as operárias iniciam o desenvolvimento de novas rainhas. A rainha se desenvolve a partir de um ovo (algumas vezes a partir de larvas extremamente jovens) idêntico aos que dão origem a novas operárias. O desenvolvimento se diferencia devido à alimentação exclusiva através da geleia real, rica em proteínas e hormônios, produzida a partir de glândulas presentes na cabeça das operárias. Todas as larvas são alimentadas com um pouco de geleia real, mas somente as futuras rainhas se alimentam exclusivamente dela. Em consequência da dieta diferenciada, a rainha se desenvolve em um adulto sexualmente maduro, ao contrário das operárias.
As abelhas-rainhas desenvolvem-se em células especiais, mais largas que as convencionais e construídas na vertical.
Como a larva da rainha se desenvolve pendurada de cabeça para baixo, as operárias tampam a célula com cera. Quando pronta para emergir, a nova rainha faz um corte circular ao redor da cobertura da célula. Células abertas ao lado indicam que a nova rainha foi, provavelmente, morta por uma rival.
Quando uma jovem rainha emerge, ela irá perseguir e tentar matar suas rivais. Ao contrário das outras abelhas, o ferrão da rainha não é ciliado. Ela pode picar o quanto quiser sem morrer por causa disto. Em certas circunstâncias, como durante a cisão de uma colônia, as operárias podem isolar as rainhas para impedir um confronto, permitindo a formação de uma nova colônia.

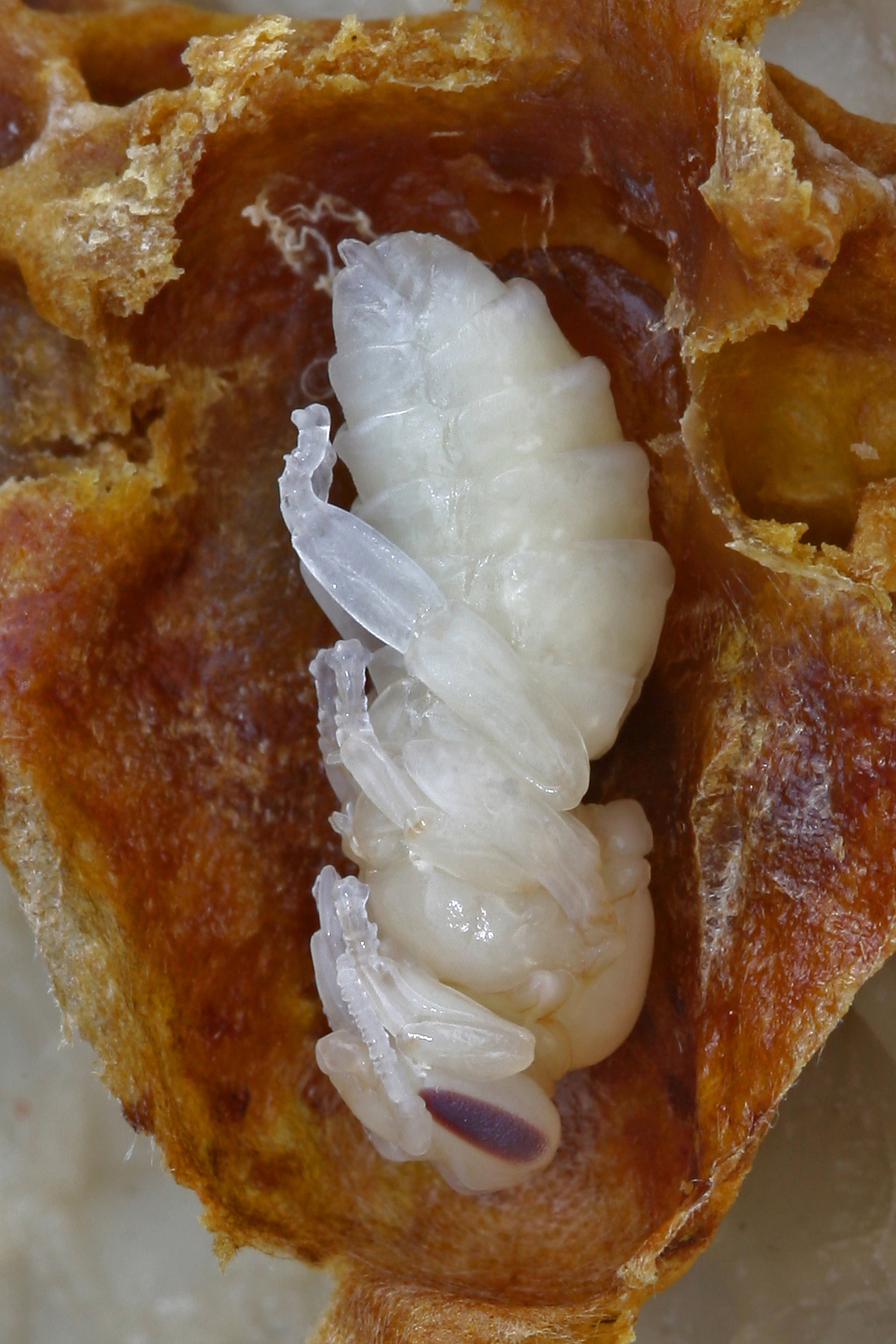
Célula de uma rainha aberto para visualização da pupa.

## Reprodução
Quando restar apenas uma rainha jovem na colônia, ela realizará o seu voo nupcial, onde será fecundada por 12 a 15 zangões. Se as condições climáticas forem desfavoráveis, ela pode realizar outros voos até completar o ato nupcial. A rainha guarda o esperma dos zangões em sua espermateca. Ela liberará esse esperma aos poucos, pelos seus 2 a 7 anos restantes de vida.
A rainha jovem possui um tempo limitado para acasalar. Se ela ficar impossibilitada de voar por um longo período se tornará infértil, o que resulta, normalmente, no desaparecimento da colônia.

## Atribuições da rainha
Apesar de o nome sugerir, uma rainha não exerce nenhuma forma de controle direto na colônia, sua única função é servir como reprodutora. Uma rainha adulta e saudável chega a produzir, aproximadamente, 2.000 ovos por dia, uma quantia diária que supera sua própria massa corporal. Ela é continuamente cercada de atendentes, que lhe provém alimento e cuidam de seus ovos, além de distribuir uma substância que contém um feromônio que inibe a construção de novas células de rainhas por parte das outras operárias.
Durante o período de ovoposição, a rainha decide quando produzir ovos não fertilizados (gerando zangões) ou fertilizados (gerando operárias) de acordo com as necessidades da colônia. Ela fertiliza os ovos a partir do esperma que guarda em sua espermateca.

## Substituição
Substituição é o processo pelo qual uma rainha, normalmente muito velha ou doente, é substituída por outra. Se a rainha atual morrer, as rainhas de emergência devem ser criadas. As abelhas operárias selecionam poucas larvas do grupo existente para criar novas rainhas. A colônia tem apenas cerca de seis dias depois que o último ovo foi colocado para começar a criar novas rainhas. As abelhas escolhem o indivíduo mais apto para liderar a colônia.
Com o avanço da idade, a rainha para de produzir seu feromônio inibidor.  A substituição pode ser forçada por um apicultor. Ele pode, por exemplo, cortar uma das patas dianteiras ou do meio da rainha, que não consegue mais se apoiar corretamente e para de colocar os ovos na posição correta. Tal fato é percebido pelas operárias, que iniciam imediatamente a produção de novas células de rainha.  Quando uma nova rainha já está madura e fértil as operárias matam a anterior por sufocamento, se sobrepondo umas as outras sobre a rainha, até que ela morra por excesso de temperatura (método também utilizado para matar vespas predatórias).
Se uma rainha morre de repente, as operárias irão tentar criar uma "rainha de emergência" selecionando algumas células das quais a larva tenha acabado de sair e preenchem com geléia real. As operárias então, constroem uma célula especial (feita exclusivamente para abrigar a rainha) improvisada. Rainhas de emergência são geralmente menores e menos férteis do que as rainhas normais.

## Rainha jovem
Uma rainha jovem é aquela que ainda não foi fecundada. Elas possuem um tamanho intermediário entre uma operária e uma rainha madura. Elas são difíceis de ser identificadas, pois são muito ativas, varrendo toda a colônia a procura de rivais.
As rainhas jovens aparentam ter um pouco de feromônio de rainha, mas não o são assim reconhecidas pelas operárias, correndo o risco, inclusive, de serem confundidas com uma estranha e serem mortas pelas outras abelhas.
Rainhas jovens irão procurar e matar a ferroadas qualquer outra que emergiu recentemente e até mesmo as que ainda se encontram no interior de suas células.
Quando uma colônia está se preparando para uma divisão, as operárias previnem os duelos até que a nova colônia esteja pronta. Uma vez no novo habitat, as rainhas ali remanescentes irão lutar até que reste somente uma em cada ambiente.

## Identificação
| Cor      | Cor | Anos terminados em |
| -------- | --- | ------------------ |
| branco   |     | 1 ou 6             |
| amarelo  |     | 2 ou 7             |
| vermelho |     | 3 ou 8             |
| verde    |     | 4 ou 9             |
| azul     |     | 5 ou 0             |

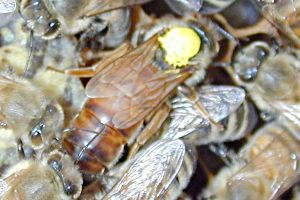
Rainha marcada.

O abdome da rainha é muito maior que o das operárias ao seu redor. No entanto, em uma colmeia com 60.000 a 80.000 abelhas é muito difícil localizar a rainha rapidamente; por esse motivo, muitas rainhas são marcadas com um ponto luminoso na parte de cima de seu tórax. A tinta utilizada não é prejudicial e torna mais fácil a identificação da rainha.
Embora algumas vezes a cor utilizada seja aleatória, apicultores e meliponicultores profissionais costumam utilizar um padrão de cores para indicar o ano no qual a rainha eclodiu. Isso ajuda a identificar a idade da rainha e as ações necessárias para manter a colmeia sempre com alta produtividade. Algumas vezes são utilizadas, também, numerações para indicar rainhas que eclodiram em um mesmo ano.